# 2017-es angol labdarúgó-ligakupa-döntő
A 2016–17-es EFL Cup döntőjét 2017. február 26-án a londoni Wembley Stadionban játszotta a Manchester United és a Southampton. A kupasorozatnak és így a döntőnek négy év után új névadó szponzora lett, a Capital One szerződését nem újították meg. A kupagyőztes indulási jogot szerzett a 2017–2018-as Európa-liga selejtezőbe. A kupa címvédője, a Manchester City a negyedik körben esett ki a városi rivális Manchester United
ellen.

## Út a döntőbe

### Manchester United
A Ligakupában a második körben, 2016 szeptemberében kezdtek a harmadosztályú Northampton Town FC ellen, idegenben (1–3).
Október 26-án a városi rivális Manchester City FC-t fogadták az Old Traffordon a negyedik fordulóban, a legjobb nyolc közé jutásért. Az első félidő eseménytelensége után a második játékrészben a hazai pályán játszó United többet tett a győzelemért, és Juan Mata 53. percben lőtt góljával megnyerte a városi rangadót. Az ötödik fordulóban a West Ham United volt a United ellenfele november 30-án. Zlatan Ibrahimović és Anthony Martial is duplázni tudott, míg a WHU gólját a volt Manchester United-játékos Ashley Fletcher szerezte a 35. percben.
Az elődöntőben két mérkőzéses párharc során a Hull Cityvel mérte össze erejét José Mourinho csapata. Az első találkozót 2017. január 10-én az Old Traffordon rendezték és a manchesteriek két gólos előnyt szereztek a visszavágóra. A 2-0-s győzelmet hozó mérkőzésen Mata és Fellaini volt eredményes.
A visszavágót ugyan 2-1 arányban elvesztették, de Paul Pogba gólja döntőbe jutást ért.
| Forduló  | Ellenfél             | Eredmény |
| -------- | -------------------- | -------- |
| 3        | Northampton Town (V) | 3–1      |
| 4        | Manchester City (H)  | 1–0      |
| 5        | West Ham United (H)  | 4–1      |
| Elődöntő | Hull City (H)        | 2–0      |
| Elődöntő | Hull City (A)        | 1–2      |

### Southampton
| Forduló  | Ellenfél           | Eredmény |
| -------- | ------------------ | -------- |
| 3        | Crystal Palace (H) | 2–0      |
| 4        | Sunderland (H)     | 1–0      |
| 5        | Arsenal (A)        | 2–0      |
| Elődöntő | Liverpool (H)      | 1–0      |
| Elődöntő | Liverpool (V)      | 1–0      |

A Southampton csak úgy, mint döntőbeli ellenfele a 2016–2017-es Európa-liga sorozat indulójaként a harmadik körben csatlakozott a Ligakupa küzdelmeihez. Ott hazai pályán mérkőztek a Crystal Palace csapatával és Charlie Austin valamint Jake Hesketh góljaival 2–0-s győzelmet arattak. A következő körben a Sunderland várt rájuk, ugyancsak hazai pályán, és Szofján Búfál góljával sikerült kivívniuk a továbbjutást. (1–0) A negyeddöntőben az Arsenallal találkoztak az Emirates Stadionban és némi meglepetésre Jordy Clasie és Ryan Bertrand találataival sima 2–0-s győzelmet arattak.
Az elődöntőben oda-visszavágós rendszerben vívtak meg a Liverpoollal. Az odavágót hazai pályán nyerték meg Nathan Redmond góljával, majd a visszavágón az Anfielden is 1–0-ra diadalmaskodtak, ezúttal Shane Long talált be az ellenfél hálójába. A Southampton lett az első csapat amely kapott gól nélkül jutott el a Ligakupa döntőjébe, a klub pedig a 2003-as FA-kupa-döntője óta az első fináléjára készülhet.

## A mérkőzés
A 2017. február 26-án a Wembley Stadionban rendezett fináléban a Southampton volt a Manchester United ellenfele, és a mérkőzés 19. percében Ibrahimović szabadrúgásból megszerezte a vezetést José Mourinho csapatának. Az előnyt Jesse Lingard növelte, majd a szünet előtt Manolo Gabbiadini révén szépített a Southampton. A második félidő harmadik percében újra az olasz csatár volt eredményes, az állás pedig 2-2-re alakult. Ezt követően felváltva veszélyeztettek a csapatok, a Szentek Oriol Romeu révén kapufáig jutottak, míg percekkel később egy kontra végén Ibrahimović megszerezte a második gólját, a Manchester United pedig története ötödik Ligakupa-trófeáját.

### Részletek
| 2017. február 26. |

| Manchester United               | 3–2               | Southampton          |
| ------------------------------- | ----------------- | -------------------- |
| Ibrahimović 19' 87' Lingard 38' | (2–1) Jegyzőkönyv | Gabbiadini 45+1' 48' |

| Wembley Stadion, London Nézőszám: 85 264 Játékvezető: Andre Marriner (West Midlands) |

| Manchester United | Southampton |

| GK            | 1  | David de Gea       |     |     |
| RB            | 25 | Antonio Valencia   |     |     |
| CB            | 3  | Eric Bailly        |     |     |
| CB            | 12 | Chris Smalling (c) |     |     |
| LB            | 5  | Marcos Rojo        |     |     |
| CM            | 21 | Ander Herrera      | 24' |     |
| CM            | 6  | Paul Pogba         |     |     |
| RW            | 14 | Jesse Lingard      | 41' | 77' |
| AM            | 8  | Juan Mata          |     | 46' |
| LW            | 11 | Anthony Martial    |     | 90' |
| CF            | 9  | Zlatan Ibrahimović |     |     |
| Cserepad:     |    |                    |     |     |
| GK            | 20 | Sergio Romero      |     |     |
| DF            | 17 | Daley Blind        |     |     |
| MF            | 16 | Michael Carrick    |     | 46' |
| MF            | 18 | Ashley Young       |     |     |
| MF            | 27 | Marouane Fellaini  |     | 90' |
| FW            | 10 | Wayne Rooney       |     |     |
| FW            | 19 | Marcus Rashford    |     | 77' |
| Menedzser:    |    |                    |     |     |
| José Mourinho |    |                    |     |     |

| GK          | 1  | Fraser Forster        |     |     |
| RB          | 2  | Cédric                |     |     |
| CB          | 3  | Josida Maja           |     |     |
| CB          | 24 | Jack Stephens         | 40' |     |
| LB          | 21 | Ryan Bertrand         |     |     |
| CM          | 14 | Oriol Romeu           | 18' |     |
| CM          | 8  | Steven Davis (c)      |     | 90' |
| RW          | 16 | James Ward-Prowse     |     |     |
| AM          | 11 | Dušan Tadić           |     | 77' |
| LW          | 22 | Nathan Redmond        | 56' |     |
| CF          | 20 | Manolo Gabbiadini     |     | 83' |
| Cserepad:   |    |                       |     |     |
| GK          | 40 | Mouez Hassen          |     |     |
| DF          | 12 | Martín Cáceres        |     |     |
| DF          | 38 | Sam McQueen           |     |     |
| MF          | 19 | Szofján Búfál         |     | 77' |
| MF          | 23 | Pierre-Emile Højbjerg |     |     |
| FW          | 7  | Shane Long            |     | 83' |
| FW          | 9  | Jay Rodriguez         |     | 90' |
| Menedzser:  |    |                       |     |     |
| Claude Puel |    |                       |     |     |

| A mérkőzés legjobbja - Zlatan Ibrahimović (Manchester United) - Asszisztensek: - Richard West (East Yorkshire) - Stuart Burt (Northamptonshire) - Negyedik játékvezető: Kevin Friend (Leicestershire) - Tartalék játékvezető: Matthew Wilkes (West Midlands) | Szabályok - 90 perc rendes játékidő - 30 perc hosszabbítás döntetlen esetén - Tizenegyesek, ha a hosszabbítás végén is döntetlen az állás - Hét cserejátékos nevezhető, maximum három bevethető |